# Liste der Monuments historiques in Jully-sur-Sarce
Die Liste der Monuments historiques in Jully-sur-Sarce führt die Monuments historiques in der französischen Gemeinde Jully-sur-Sarce auf.

## Liste der Immobilien
| Bezeichnung     | Beschreibung                                                   | Standort             | Kennzeichnung | Schutzstatus | Datum | Bild           |
| --------------- | -------------------------------------------------------------- | -------------------- | ------------- | ------------ | ----- | -------------- |
| Kirche St-Louis | 1859/60 erbaut, Portal aus dem 14. Jahrhundert wiederverwendet | Place d’Armes (Lage) | PA00078126    | Inscrit      | 1926  | weitere Bilder |

## Liste der Objekte
| Bezeichnung                         | Beschreibung                                                                         | Standort                            | Kennzeichnung | Schutzstatus | Datum | Bild |
| ----------------------------------- | ------------------------------------------------------------------------------------ | ----------------------------------- | ------------- | ------------ | ----- | ---- |
| Skulptur Heiliger Rochus            | Eichenholz, einfarbig gefasst, 16. Jahrhundert                                       | in der Kirche St-Louis (Lage)       | PM10004273    | Inscrit      | 1975  |      |
| Skulptur Heiliger Eligius           | Kalkstein, farbig gefasst, 16. Jahrhundert                                           | in der Kirche St-Louis (Lage)       | PM10004274    | Inscrit      | 1975  |      |
| Skulptur Madonna mit Kind           | Kalkstein, erste Hälfte des 14. Jahrhunderts                                         | außen an der Kirche St-Louis (Lage) | PM10004276    | Inscrit      | 1975  |      |
| Vier Reliquiare                     | Holz, vergoldet, Glas, 19. Jahrhundert                                               | in der Kirche St-Louis (Lage)       | PM10004275    | Inscrit      | 1975  |      |
| Zwei Prozessionsstäbe               | Holz, vergoldet, zweite Hälfte des 19. Jahrhunderts                                  | in der Kirche St-Louis (Lage)       | PM10004272    | Inscrit      | 1975  |      |
| Hauptaltar                          | Tabernakel und Exposition; Eichenholz, farbig gefasst und vergoldet, 18. Jahrhundert | in der Kirche St-Louis (Lage)       | PM10004277    | Inscrit      | 1975  |      |
| Kommuniontisch                      | Schmiedeeisen, vergoldet, 19. Jahrhundert                                            | in der Kirche St-Louis (Lage)       | PM10004271    | Inscrit      | 1975  |      |
| Liturgische Gewänder                | Kasel, Manipel, Stola, Kelchvelum und Bursa; Seide, bestickt, 19. Jahrhundert        | in der Kirche St-Louis (Lage)       | PM10004279    | Inscrit      | 1975  |      |
| Gemälde Einsetzung des Rosenkranzes | Ölfarbe auf Leinwand, 17. Jahrhundert, Jacques de Létin zugeschrieben                | in der Kirche St-Louis (Lage)       | PM10000952    | Inscrit      | 1975  |      |
| Gemälde Beerdigung Mariens          | Ölfarbe auf Holz, 16. Jahrhundert                                                    | in der Kirche St-Louis (Lage)       | PM10000953    | Classé       | 1976  |      |
| Taufbecken                          | Kalkstein, 18. Jahrhundert                                                           | in der Kirche St-Louis (Lage)       | PM10004278    | Inscrit      | 1975  |      |
| Gemälde Marientod                   | Ölfarbe auf Holz, 16. Jahrhundert                                                    | in der Kirche St-Louis (Lage)       | PM10000954    | Classé       | 1976  |      |